# Georg Zeppenfeld

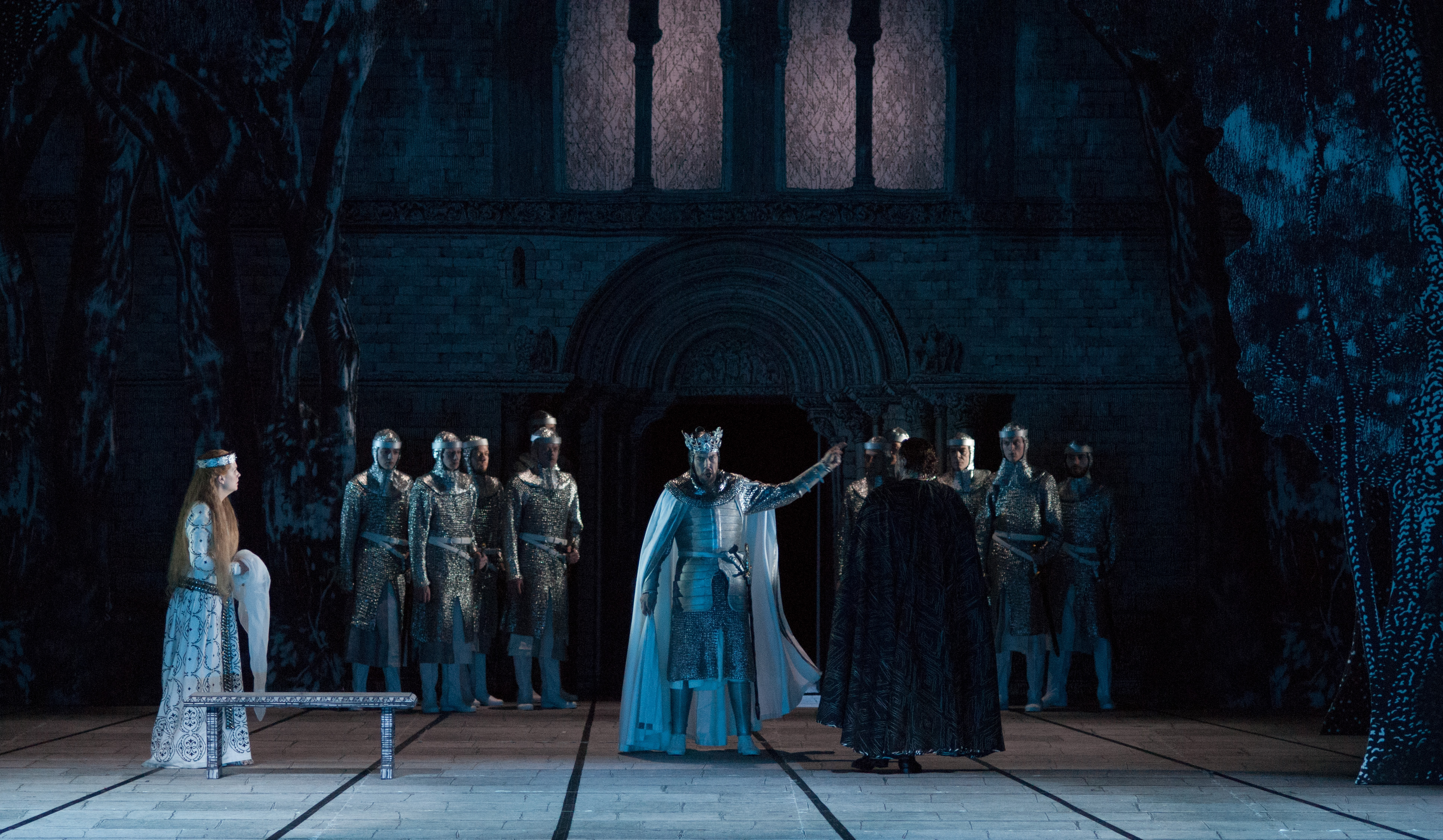
Fierrabras, Salzburger Festspiele 2014

Georg Zeppenfeld (geboren 1970 in Attendorn) ist ein deutscher Opernsänger (Bass).

## Leben
Zeppenfelds musikalische Laufbahn begann in der Musikschule Attendorn und im Männergesangsverein Neu-Listernohl. Anschließend studierte er zuerst Lehramt in Musik und Germanistik, danach Konzert- und Operngesang an den Musikhochschulen in Detmold und Köln, abschließend bei Kammersänger Hans Sotin. Über seine Stimmbildung sagte der Sänger: „Man ist ja als Westfale nicht unbedingt zum Kunstgesang geboren. Da, wo wir sprechen, nämlich hinten, wird normalerweise nicht gesungen. Es hat lange gedauert und meinen Lehrer viel Geduld gekostet, bis ich verstanden hatte, wie man die Stimme nach vorne bringt.“

### Oper
Nach ersten Bühnenjahren am Theater Münster (1997–1999) und an der Oper Bonn (1999–2001) wurde Zeppenfeld von der Semperoper in Dresden engagiert, die seither seine künstlerische Heimat darstellt. Unter der Leitung namhafter Dirigenten wie Myung-Whun Chung, Daniele Gatti, Fabio Luisi, Kent Nagano, Peter Schneider und Marcello Viotti konnte sich der Künstler ein breites Repertoire von Basspartien unterschiedlicher Epochen und Stilrichtungen erarbeiten. Dazu zählen die klassischen Mozart-Partien Sarastro (Die Zauberflöte), Komtur (Don Giovanni), Figaro und Bartolo (Le nozze di Figaro) und Don Alfonso (Così fan tutte), die Verdi-Rollen Pater Guardiano (La forza del destino), Sparafucile (Rigoletto), Zaccaria (Nabucco), Banco (Macbeth) und Philipp II. (Don Carlos), Mussorgskis Pimen (Boris Godunow), sowie die Wagner-Partien Fasolt (Das Rheingold), Landgraf Herrmann (Tannhäuser), König Marke (Tristan und Isolde) und Gurnemanz (Parsifal).
Bereits 2002 debütierte Zeppenfeld bei den Salzburger Festspielen – als Philebos in Der König Kandaules von Alexander Zemlinsky, als Le Duc de Vérone in Gounods Roméo et Juliette, sowie als Konzertsolist. 2003 übernahm er in einer konzertanten Salzburger-Festspiel-Aufführung von Egon Wellesz’ Bakchantinnen den Teiresias. Gastspiele führten ihn an die Staatsopern von Hamburg und München, die Deutsche Oper Berlin und die Königliche Oper Stockholm, nach Prag, an die Scala in Mailand und die Römische Oper, nach Madrid, Barcelona und Paris.
Zu seiner Paraderolle wurde der Sarastro in Mozarts Zauberflöte, die er 2005 unter Claudio Abbado im Festspielhaus Baden-Baden sang, 2007 an der San Francisco Opera, 2008 im Theater an der Wien, 2009 an der Metropolitan Opera in New York, 2011 an der Wiener Staatsoper und der Bayerischen Staatsoper in München, sowie 2012 am Teatro Liceu in Barcelona und bei den Salzburger Festspielen.
Am Grand Théâtre de Genève debütierte Zeppenfeld 2008 als König Heinrich im Lohengrin unter der Leitung von Leif Segerstam. Im August 2009 sang er beim Glyndebourne Festival den König Marke in Tristan und Isolde. Bei den Bayreuther Festspielen verkörperte Zeppenfeld 2010 und 2011 den Heinrich im Lohengrin, 2011 den Veit Pogner und 2025 auch den Hans Sachs in den Meistersingern von Nürnberg, 2015 und 2016 den König Marke in Tristan und Isolde, 2016 auch den Hunding in der Walküre und 2016 den Gurnemanz im Parsifal. Im Dezember 2011 übernahm er an der Wiener Staatsoper den Peneios in Richard Strauss’ Daphne. 2013 sang er erstmals konzertant den Steffano Colonna in Wagners Rienzi (bei den Salzburger Festspielen), sowie erstmals szenisch den Fliegenden Holländer (in Dresden) und den Wassermann in Dvořáks Rusalka (in München). 2013 war er als Veit Pogner in Stefan Herheims begeistert aufgenommener Inszenierung der Meistersinger von Nürnberg bei den Salzburger Festspielen besetzt. 2014 folgten konzertante Rollendebüts als alter Herzog in Strauss’ Guntram (in Dresden) und als Tirésias in Strawinskys Oedipus Rex, sowie szenisch als König Karl in Schuberts Fierrabras – erneut bei den Salzburger Festspielen. Bei den Salzburger Osterfestspielen 2019 sang er den Hans Sachs in den Meistersingern von Nürnberg. Bei den Bayreuther Festspielen 2023 verkörpert Zeppenfeld erneut die Rolle des Gurnemanz, 2025 den Hans Sachs.

### Konzert
Der Schwerpunkt seiner internationalen Konzerttätigkeit liegt auf Chor-Orchesterwerken von Bach, Händel, Haydn, Mozart und Beethoven, sowie den großen spätromantischen Oratorien. Zeppenfeld sang u. a. mit den Münchner Philharmonikern unter Christian Thielemann, dem Concentus Musicus Wien unter Nikolaus Harnoncourt, dem Orchestre National de France und der Filarmonica alla Scala unter Kurt Masur. Er gastiert außerdem regelmäßig bei renommierten europäischen Musikfestivals.
2003 sang Zeppenfeld im Hugo-Wolf-Marathon der Salzburger Festspiele gemeinsam mit Barbara Bonney, Thomas Hampson, Angelika Kirchschlager und Michael Schade. 2004 war er dort – wiederum gemeinsam mit Bonney und Hampson, sowie mit Michelle Breedt – am Liederabend Antonín Dvořák und seine Zeit beteiligt.

## Auszeichnungen
- 2003 Christel-Goltz-Preis
- 2015 Sächsischer Kammersänger[6]
- 2018 Preis der Stiftung zur Förderung der Dresdner Semperoper
- 2022 Österreichischer Musiktheaterpreis für Parsifal an der Wiener Staatsoper[7][8]

## Diskografie
Es bestehen zahlreiche Aufnahmen Zeppenfelds, darunter das von Arte live aus der Dresdener Semperoper live und als DVD veröffentlichte Verdi-Requiem unter der Leitung von Daniele Gatti zum 60. Gedenktag der Zerstörung Dresdens. CD-Einspielungen entstanden für Deutsche Grammophon, Deutsche Harmonia Mundi, Oehms Classics u. a., Rundfunk- und Fernsehproduktionen beim Westdeutschen, Mitteldeutschen, Norddeutschen und Bayerischen Rundfunk, Deutschlandfunk, ORF, 3sat, arte, R.T. Svizzera Italiana, Radio France u. a.